# Loaiasi
La loaiasi o loaosi, també és coneguda com a tumor de Calabar és una malaltia parasitària de la pell i dels ulls causada pel cuc nematode Loa loa, una de les diverses espècies de filària. La loaiasi pertany a les anomenades malalties tropicals desateses.
Els humans contrauen la malaltia a través de la picada de tabànids del gènere Chrysops, un tipus de mosca que és el vector de Loa loa. El cuc adult migra a través dels teixits subcutanis, i pot penetrar en els teixits de la conjuntiva de l'ull, on es pot observar fàcilment. El paràsit no afecta normalment la visió, però pot ser dolorosa quan es mou pel globus ocular o a través del pont del nas. La malaltia pot causar inflamació subcutània, anomenada "edema de calabar".
La malaltia es tracta amb dietilcarbamazina (DEC) i, si escau, es poden utilitzar mètodes quirúrgics per eliminar els cucs adults de la conjuntiva.

## Signes i símptomes
La loaiasi sovint esdevé una microfilarièmia asimptomàtica. Alguns pacients poden desenvolupar disfunció limfàtica que provoca limfedema. Són freqüents els angioedemes episòdics (edema de calabar) als braços i a les cames, causats per reaccions immunes. Aquests edemes de calabar tenen de 3 a 10 cm de superfície, de vegades eritematosos i sense concavitat. Quan són crònics, poden formar ampliacions semblants al quist del teixit connectiu al voltant de les beines dels tendons musculars, en aquest cas són molt dolorosos quan es mouen. Els edemes poden durar d'un a tres dies i poden anar acompanyades d'urticària localitzada (erupcions cutànies) i pruïja (picor). Reapareixen a les ubicacions de referència en intervals de temps irregulars. També es pot produir amb freqüència la migració subconjuntival d'un cuc adult cap als ulls, i aquesta és la raó per la qual la loaiasi també s'anomena el "cuc de l'ull de l'Àfrica". Es pot detectar quan el cuc passa pel globus ocular, però sol trigar menys de 15 minuts. Els cucs de l'ull afecten tant homes com dones, però l'edat avançada és un factor de risc. L'eosinofília és freqüent en les infeccions per filàries. Els cucs morts poden causar abscessos crònics, cosa que pot provocar reaccions granulomatoses i fibrosi.
A l'hoste humà, les larves de la Loa loa migren cap al teixit subcutani, on maduren fins a cucs adults en un any aproximadament, però a vegades poden trigar fins a quatre anys. Els cucs adults emigren als teixits subcutanis a una velocitat inferior a 1 cm/min, s'aparellen i produeixen més microfilàries. Els cucs adults poden viure fins a 17 anys a l'hoste humà.

## Causa

### Transmissió
Les larves infeccioses de Loa Loa (L3) es transmeten als humans per la picada dels tavans Chrysops silice i C. dimidiata, un tipus de mosca que n'és el vector. Els dípters portadors xuclen la sang i piquen durant el dia, es troben en entorns de la selva tropical de l'Àfrica occidental i central. Les larves infeccioses (L3) maduren i esdevenen adults (L5) als teixits subcutanis de l'hoste humà. Posteriorment els cucs adults (en cas que es trobi un cuc masculí i un de femení en un portador) s'aparellen i produeixen microfilàries. El cicle de la infecció continua quan un tàvec no infectat pica i xucla la sang d'un amfitrió humà portador de microfilàries. Aquesta etapa de la transmissió és possible a causa de la coincidència de la periodicitat diürna de les microfilàries i del comportament de picada diürna de Chrysops spp.

### Reservori
Els humans són el principal reservori de Loa Loa. S'han indicat altres reservoris potencials menors en diversos estudis sobre els hàbits de la mosca, com l'hipopòtam, els remugadors salvatges (per exemple, búfals), rosegadors i sargantanes. Existeix un tipus de loaiasis de micos i simis, però és transmès per Chrysops langi. No hi ha cap tipus de creuament entre els tipus humà i simiesc de la malaltia. Una mosca relacionada, Chrysops langi, ha estat aïllada com un vector de loaiasi dels simis, però aquesta variant actua a l'interior de la selva i encara no s'ha associat a infecció humana.

### Vector
La loaiasi es transmet per diverses espècies de mosques tabànides (ordre Diptera, família Tabanidae). Tot i que s'han esmentat altres vectors del gènere Tabanus com a possibles vectors, els dos vectors més destacats són del gènere Chrysops, C. silacea i C. dimidiata. Aquestes espècies només existeixen a l'Àfrica i són conegudes popularment com a tavans, tàvecs i mosques del mango o mosques del manglar.
Les espècies de Chrysops són petites (entre 5 i 20 mm de llargada) amb el cap gran i la boca cap a baix. Té les ales de color clar o tacades de marró. Són hematòfagues i viuen típicament en hàbitats boscosos i fangosos com pantans, rieres i embassaments i en vegetació en putrefacció. Les femelles de Cordylobia anthropophaga i de Chrysops necessiten ingerir sang per produir una posta d'ous. Aquesta posta es diposita prop de l'aigua, on els ous es desclouen en 5-7 dies. Les larves maduren a l'aigua o al sòl, on s'alimenten de matèria orgànica com els productes vegetals i animals en descomposició. Les larves de mosca mesuren entre 1 i 6 cm de llarg i triguen d'1 a 3 anys a madurar passant d'ou a adult. Quan esdevenen individus madurs, C. silacea i C. dimidiata adopten l'hàbit de picar durant el dia, com tots els tabànids.
La picada de Chrysops pot ser molt dolorosa, possiblement a causa del tipus de ferida que provoquen; més que punxar la pell com els mosquits, la mosca Chrysops (i també la Cordylobia anthropophaga) fa una laceració a la pell i deixa que la sang brolli. Les mosques femella requereixen una bona quantitat de sang en el seu procés de reproducció, i d'aquesta manera pot beure diverses preses de sang del mateix amfitrió si es veu interrompuda en el primer intent.
Tot i que Chrysops silacea i C. dimidiata se senten atretes per les selves tropicals frondoses, no és allà on fan les picades, sinó que surten del bosc i busquen l'adquisició de sang en zones obertes. El fum de la fusta cremada les atrau i utilitzen indicis visuals i la percepció de diòxid de carboni per trobar el seu amfitrió preferit, els humans.
Un estudi sobre els hàbits de picada de Chrysops va mostrar que C. silacea i C. dimidiata prenen sang humana aproximadament el 90% de les vegades, mentre que la sang d'hipopòtam, remugants salvatges, rosegadors i de llangardaixos constitueixen només el 10% restant.

### Morfologia
Els cucs Loa loa adults són sexualment dimorfs, amb mascles considerablement menors que les femelles, ja que fan entre 30 i 34 mm de llargada i 0,35–0,42 mm d'amplada, en comparació amb els 40–70 mm de llarg i 0,5 mm d'amplada de les femelles. Els adults viuen als teixits subcutanis dels humans, on s'aparellen i produeixen ous en forma de cucs anomenats microfilàries. Aquestes microfilàries tenen 250-300 μm de llarg, entre 6 i 8 μm d'ample i es poden distingir morfològicament d'altres filàries, ja que estan revestides i contenen nuclis del cos que s'estenen fins a la punta de la cua.

### Cicle vital

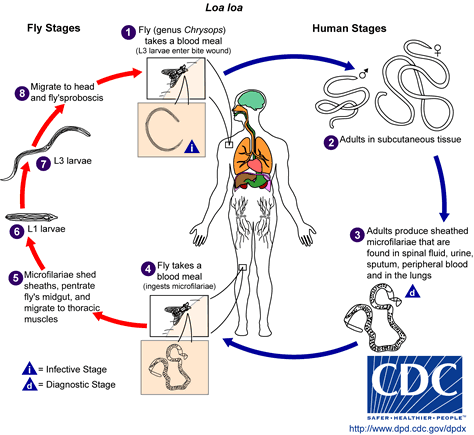
Cicle vital de Loa loa. Font: CDC

El vector de la loaiasi són dues espècies de mosques hematòfagues del gènere Chrysops (C. silacea i C. dimidiata). Durant la presa de sang, una mosca infectada introdueix un tercer estadi de larva de filària a la pell de l'amfitrió humà, a la qual penetren per la ferida de la picada. Les larves es desenvolupen i esdevenen adults que generalment resideixen al teixit subcutani. Els cucs femella fan de 40 a 70 mm de longitud i 0,5 mm de diàmetre, mentre els mascles fan de 30 a 34 mm de longitud i de 0,35 a 0,43 mm de diàmetre. Els adults produeixen microfilàries que mesuren de 250 a 300 μm per 6 a 8 μm, tenen un recobriment i tenen periodicitat diürna. S'han trobat microfilàries al líquid cefalorraquidi, a l'orina i en esput. Durant el dia, es troben en sang perifèrica, però durant la fase de no circulació, es troben als pulmons. La mosca ingereix microfilàries quan xucla sang. Després de la ingestió, les microfilàries perden el revestiment i migren de l'estómac mitjà de la mosca a través del sistema circulatori als músculs toràcics de l'artròpode. Allà la microfilària esdevé un primer estadi de larva i més endavant a tercer estadi de larva infectiva. El tercer estadi de larva migren al probòscide de la mosca i pot infectar un altre ésser humà quan la mosca xucla sang.

## Diagnosi
L'examen microscòpic de microfilàries és el procediment diagnòstic més adequat per diagnosticar loaiasi. És important que les extraccions de sang per analitzar es facin coincidir amb els períodes temporals que es coneixen del cicle de les microfilàries (entre les 10 h i les 14 h). La mostra de sang es pot tintar amb Giemsa o hematoxilina i eosina. Per millorar la sensibilitat, es poden utilitzar tècniques de concentració, tals com la centrifugació de la mostra de sang en 2% de formaldehid (tècnica de Knott), o filtration a través d'un filtre de nucleopore.
La detecció de l'antigen mitjançant un test immunològic per a antígens circulants de filària constitueix una aproximació de diagnòstic útil, perquè la microfilarièmia pot ser baixa i variable. Encara que l'Institut de Medicina Tropical informa que no existeix una prova diagnòstica serològica, s'han desenvolupat proves que són altament específiques per a Loa loa en aquests darrers anys. Això és malgrat el fet que molts mètodes desenvolupats recentment per a la detecció d'anticossos tenen un valor limitat ja que hi ha una reactivitat creuada entre filàries i altres cucs paràsits (helmints) i, per tant, un positiu seròlogic no necessàriament distingiria entre les diferents espècies infeccioses. Les proves noves no han assolit encara el grau d'eficiència requerida, però representa unes bones expectatives per a zones i individus d'alt d'alt risc amb loaiasi i oncocercosi coendèmiques .
El primer element de diagnòstic visual és el tumor de Calabar (en anglès, Calabar swellings), consistent en inflors que es poden donar a la cara (al voltant de l'ull) o a les mans. També és possible identificar cucs adults en biòpsies de teixit subcutani. Un altre possible diagnòstic es pot fer gràcies als cucs adults que migren per la conjuntiva de l'ull, tot i que aquesta observació és menys freqüent ja que el pas per la conjuntiva dura pocs minuts.
Anteriorment, s'havia utilitzat per a la diagnosi de la filariasi prova dèrmica amb una injecció de Dirofilaria immitis com a antigen. Si el pacient estava infectat, això causaria una reacció al·lèrgica artificial semblant a la inflor del tumor de Calabar, causada, en teoria, pels productes metabòlics del cuc o cucs morts.
Proves de sang per revelar microfilarièmia és útil en la majoria de casos, però no sempre, ja que un terç dels pacients amb loaiasi són amicrofilarièmics. En canvi, l'eosinofília és gairebé sempre concomitant en la loaiasi, i la fracció d'eosinòfils en l'anàlisi de sang pot ser útil.

## Prevenció
La dietilcarbamazina (DEC) s'ha demostrat eficaç com a profilaxi en la infecció per Loa loa. Un estudi de voluntaris del Cos de Pau emplaçats en una zona altament endèmica de Gabon, per exemple, va tenir els resultats següents: 6 de 20 individus en un grup de placebo van contreure la malaltia, al costat de 0 casos de 16 en el grup tractat amb DEC. També eren més elevats els seropositius per anticossos antifilarials IgG en el grup de placebo. La dosi profilàctica recomanable és 300 mg de DEC per via oral una cop per setmana. L'únic símptoma associat en l'estudi del Cos de Pau van ser nàusees.
Els investigadors creuen que el geo-mapatge de l'hàbitat apropiat i els patrons de poblament humà, amb l'ús de variables predictives com la selva, cobertura del sòl, pluviositat, temperatura, i tipus de terra, permeten valorar la transmissió de la loaiasi en absència de centres d'atenció i diagnosi de la malaltia. A més del geo-mapatge i la quimioprofilaxi, s'haurien d'usar les mateixes estratègies preventives habituals contra la malària per evitar la loaiasi. Concretament, repel·lent d'insecte que conté DEET, roba gruixuda i impregnada amb permetrina, i que cobreixi completament braços i cames per evitar les picades dels tabànids. Com que el vector pica de dia, l'ús de mosquiteres (del llit) no milloren la protecció contra la loaiasi.
Seria interessant considerar les estratègies d'eliminació del vector, ja que s'ha demostrat que el Chrysops té una gamma de vol limitada, però no s'hi han fet esforços, probablement perquè aquests insectes viuen i piquen a l'aire lliure amb una gran diversitat de mitjans.
No s'ha desenvolupat cap vacuna contra la loaiasi ni es coneixen estudis en curs en aquest sentit.

## Tractament
El tractament de la loaiasi implica quimioteràpia o, en alguns casos, l'extracció quirúrgica dels cucs adults acompanyada de tractament sistèmic. El fàrmac actual d'elecció és diethylcarbamazine (DEC), i a més l'ús d'ivermectin, encara que no sigui curatiu (és a dir, no mati els cucs adults) pot reduir substancialment la càrrega de microfilàries. Segons la CDC, la dosi recomanada de DEC és 8–10 mg/kg/dia cada 8 hores durant 21 dies. La dosi pediàtrica és igual. DEC és eficaç contra microfilaries i moderadament eficaç contra macrofilàries (cucs adults). El dosatge recomanable d'ivermectin és 150 µg/kg en pacients amb un càrrega de microfilaria baixa (amb densitats de menys de 8000 mf/mL).
En pacients amb càrrega de microfilàries alta i/o amb possibilitat de coinfecció per oncocercosi, el tractament amb DEC i/o ivermectín pot estar contraindicat o requerir una dosi inicial substancialment més baixa, ja que la ràpida acció microfilaricida dels fàrmacs pot provocar encefalopatia. En aquests casos, s'ha comprovat la utilitat de l'administració inicial d'albendazol (i és superior a ivermectin, cosa que també comporta un risc malgrat que l'efecte microfilaricida és més lent que el del DEC). El dosatge recomanat per la CDC d'albendazole és 200 mg dos cops al dia durant 21 dies. També es pot administrar albendazol després de dues tandes o més de tractament de DEC que hagi resultat inefectiu.

## Epidemiologia
Segons dades de 2009, la loaiasi és endèmica a 11 països, situats a l'Àfrica occidental o central, i s'estima que pateixen la malaltia entre 12 i 13 milions de persones. La incidència més alta es troba al Camerun, la República del Congo, la República Democràtica de Congo, la República Centreafricana, Nigèria, Gabon, i Guinea Equatorial. Els índexs d'infecció per Loa loa és més baixa però és present encara a Angola, Benín, Txad i Uganda. La malaltia havia estat endèmica als països africans occidentals de Ghana, Guinea, Guinea Bissau, Costa d'Ivori i Mali però actualment ha desaparegut.
A les regions endèmiques de Loa loa, els índexs d'infecció poden variar del 9 al 70 per cent de la població. Àrees amb alt risc de reaccions adverses severes al tractament massiu (amb ivermectin) estan actualment determinades per la prevalença de >20% de microfilaremia en una població, cosa que s'ha demostrat recentment al Camerun oriental (2007 estudi), per exemple, entre altre zones en la regió.
L'endèmia es relaciona estretament amb l'hàbitat del dos vectors coneguts de la loaiasi humana, Chrysops dimidiata i C. silicea.
S'han desenvolupat mètodes de diagnòstic avançat des de l'aparició del SAEs, però cal finançar i distribuir proves diagnòstiques més específiques que s'han desenvolupat o que estan en fase de desenvolupament si es vol assolir un control adequat de la loaiasi.
Hi ha molt solapament entre l'endèmia de les dues filariosis, la qual cosa dificulta els programes de tractament massiu de l'oncocercosi i fa necesari el desenvolupament de diagnòstics millors per a la loaiasi.
La distribució geogràfica de loaiasis en humans es restringeix al selca tropical i zones pantanoses de la selva d'Àfrica occidental, i és especialment comuna al Camerun i al riu Ogooué.

## Història
El primer cas registrat d'infecció per Loa loa es va donar al Carib (Santo Domingo) el 1770. Un cirurgià francès anomenat Mongin va intentar sense èxit de treure un cuc a través de l'ull d'una dona. Uns quants anys més tard, el 1778, el cirurgià François Guyot va observar cucs en els ulls d'esclaus d'Àfrica occidental en un vaixell francès cap a Amèrica; en aquest cas va extreure un cuc de l'ull d'un home amb èxit.
El 1890 l'oftalmòleg Stephen Mckenzie va identificar les microfilàries. El 1895 es va descriure l'angioedema localitzat, una presentació clínica comuna de loaiasis, a la ciutat nigeriana costanera de Calabar—d'on ve el nom de "tumor de Calabar". Aquesta observació la va fer un oftalmòleg escocès anomenat Douglas Argyll-Robertson, però l'associació entre Loa loa i tumor de Calabar no es va fer fins al 1910 per Patrick Manson. El 1912 el parasitòleg britànic Robert Thomson Leiper va determinar quin és el vector transmissor (Chrysops spp).